# Banner der Arbeit

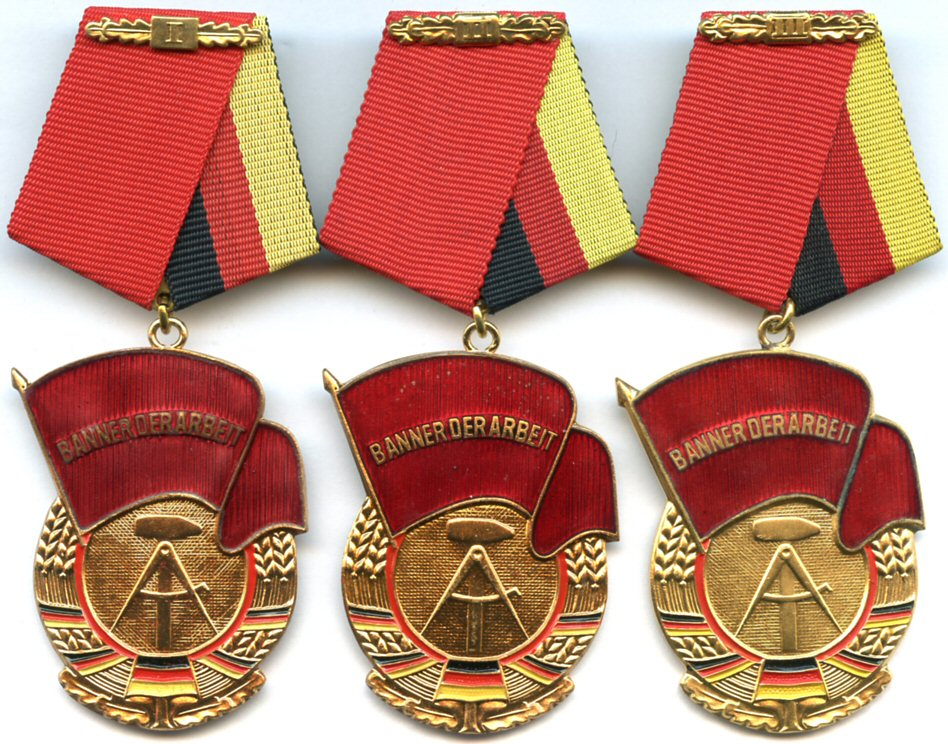

Das Banner der Arbeit war eine staatliche Auszeichnung der Deutschen Demokratischen Republik (DDR), die in Form eines Verdienstordens verliehen wurde.

## Beschreibung
Das Banner der Arbeit wurde am 4. August 1954 in einer Stufe gestiftet und war ein Orden der DDR, der an Einzelpersonen, Arbeitskollektive, Betriebe, Kombinate und sonstige Einrichtungen für „hervorragende und langjährige Leistungen bei der Stärkung und Festigung der DDR, insbesondere für hohe Arbeitsergebnisse in der Volkswirtschaft“ verliehen wurde.
Am 28. Juni 1978 wurde der Orden auf drei Stufen erweitert:
- Stufe I: 5000 Mark
- Stufe II: 3500 Mark
- Stufe III: 2000 Mark

Für Kollektive bis 20 Mitglieder, jeweils:
- Stufe I: 1000 Mark
- Stufe II: 750 Mark
- Stufe III: 500 Mark

Die vorher verliehenen Orden galten seither als Orden der Stufe I.

## Ordensträger (Auswahl, chronologisch geordnet)
- 1955: Luise Ermisch
- 1956: VEB (K) Leipziger Verkehrsbetriebe (LVB)[3], Hansjürgen Gehlsen – Schkopau Buna-Werke
- 1958: Charles Dewey, Gerhard Lucht, Heinrich Rau
- 1959: Walter Arnold, Max Benkwitz, Anton Plenikowski
- 1960: Hermann Axen, Bernhard Bechler, Willi Bredel, Werner Bruschke, Friedrich Burmeister, Walter Friedeberger, Georg Ulrich Handke, Heinz Keßler, Aenne Kundermann, Paul Markgraf, Erich Mielke, Wilhelm Pieck, August Reitz, Fritz Schälike
- 1961: Willi Albrecht, Philipp Daub, Horst Peschel, Otto Leopold
- 1962: Friedrich Clermont, Kurt Hager
- 1963: Ernst Albert Altenkirch, Erich Apel, Paul Fröhlich, Walter Halbritter, Erich Honecker, Günter Mittag, Raw Stendal
- 1964: Franz Fischer, Emil Fuchs, Rudi Georgi, Willi Stoph, Heinrich Toeplitz, Richard Wenzel, Günther Wyschofsky, Bergbau- und Hüttenkombinat „Albert Funk“ Freiberg
- 1965: Erich Engel, Peter Florin, Walter Gorrish, Friedrich Karl Kaul, Ernst Scholz, Grete Groh-Kummerlöw
- 1966: Walter Tille
- 1967: Rudi Georgi
- 1968: Wilhelm Adam, Roman Chwalek, Horst Dohlus, Gustav Artur Dorf, Alfred Heil, Werner Lamberz, Richard Paulick, Karl-Eduard von Schnitzler,
- 1969: Walter Arnold, Lilly Becher, Reiner Bredemeyer, Kurt Drescher, Karl Georg Egel, Ernst-Joachim Gießmann, Klaus Gysi, Bruno Haid, Walter Halbritter, Inge Lange, Paul Markowski, Fritz Müller, Margarete Müller, Bernhard Seeger, Kurt Wünsche
- 1970: Horst Dohlus, Herbert Jenter, Konrad Petzold
- 1971: Maximilian Scheer, Erich Tamm
- 1972: Kurt Schneidewind, Freie Deutsche Jugend
- 1973: Fritz Dähn, Günter Hofé
- 1974: Wolfgang Greß, Götz R. Richter, Ellen Brombacher, Kurt Meier
- 1975: Hans Standhardt (Stufe II)
- 1975: VEB Datenverarbeitung der Finanzorgane, Bezirksstation Neubrandenburg, Kollektiv "Rationalisierung des Datenerfassungs- und -verarbeitungsprozesses (Stufe II)
- 1975: Interflug
- 1975: Günter Haase, 1988 abermals
- 1976: Günther Brendel, Eberhard Heinrich, Bruno Lietz, Erich Selbmann (Stufe I)
- 1977: Fahlberg-List, Curt-Heinz Merkel, Manfred Richter, Heinz Wedler, Charlotte Wronski
- 1978: Manfred Bille, Helmut Klapproth
- 1979: Das unsichtbare Visier (TV), Philine Fischer, Anneliese Löffler, Progress Film-Verleih, Otto Stark, Hans-Günther Wockenfuß, Karl Wronski[4], Alfred Dost
- 1980: Rudolf Rost, Bernd Grönwald, Peter Zimmermann (Stufe 3)
- 1981: Gisela Glende, Dagobert Krause, Fritz Müller, Klaus Raddatz, Manfred Schmidt, Rosemarie Seibert, Heinz Töpfer, Rolf Walter, Joachim Lezoch (Stufe III)
- 1982: Bruno Krüger (Stufe III), Ingrid Mittenzwei, Erich Peppel
- 1983: Gertrud Lehmann, Ernst-Peter Rabenhorst, Michael Lutz Lenke
- 1984: Bruno Lietz, Siegfried Lorenz, Erik Neutsch, Detlef Schlayer (im Kollektiv), Hannelore Herold, Günther Wagner (Stufe III)
- 1985: Marianne Neumann
- 1986: Joachim Lezoch (Stufe I)
- 1987: Peter Neumann
- 1988: Eberhard Felz, Werner Richter
- 1989: Inge Hanel (Stufe I)
- Jahr unbekannt: Max Bair (Stufe III)
- Jahr unbekannt: Dieter Neuber (Stufe III)
- Jahr unbekannt: Anneliese Koplansky

## Rangfolge der staatlichen Auszeichnungen der DDR (Ausschnitt)
Für das Tragen von Auszeichnungen galt eine per Verordnung im Gesetzblatt der DDR festgelegte Rangfolge, in der sich auch die Wertigkeit der jeweiligen Ehrung widerspiegelte. An der der linken oberen Brustseite waren in folgender Reihenfolge zu tragen:
1. Medaille zum Ehrentitel  Held der DDR
2. Karl-Marx-Orden
3. Medaille zum Ehrentitel  Held der Arbeit
4. Stern der Völkerfreundschaft
5. Vaterländischer Verdienstorden
6. Banner der Arbeit
7. Scharnhorst-Orden
8. Blücher-Orden
9. Kampforden „Für Verdienste um Volk und Vaterland“